# انمي زيرو
انمي زيرو (بالإنجليزية: Enemy Zero)‏ (باليابانية: エネミー・ゼロ)، هي لعبة فيديو يابانية، والتي طوّرها أستوديو وارب، ونشرتها شركة سيغا اليابانية، صدرت اللعبة في الأسواق سنة 1996م، وتعمل على الحاسوب الشخصي و سيغا ساترن.